# A Killer for That Ache
A Killer for That Ache è il terzo album in studio della cantante norvegese Hilde Marie Kjersem, pubblicato l'11 agosto 2008 su etichetta discografica Rune Grammofon.

## Tracce
1. Sleeepyhead – 1:38
2. Mary Full of Grace – 4:31
3. Fantasy – 3:40
4. Marie Antoinette – 5:01
5. A Killer for That Ache – 4:09
6. Midwest Country – 4:14
7. Save Up – 1:18
8. London Bridge – 5:19
9. It Is Easy – 5:29
10. Catching a Star – 5:39
11. Working Girl – 1:53

## Classifiche
| Classifica (2008) | Posizione massima |
| ----------------- | ----------------- |
| Norvegia          | 27                |